# FK Ekibastusez
Der FK Ekibastusez (kasachisch «Екібастұз» футбол клубы) war ein Fußballverein aus Ekibastus.

## Geschichte
Der FK Ekibastusez ist ein Gründungsmitglied der Premjer-Liga (Kasachstan). Der Verein wurde mehrfach umbenannt. Er wurde 1979 unter dem Namen Ugolschik gegründet. Nur ein Jahr später wurde der Verein in FK Ekibastusez umbenannt. 2001 hat sich man sich dann in Ekibastus-NK umbenannt. 2002 wurde dann FK Ekibastusez der jetzige Name des Clubs.
Der Verein wollte 2001 mit dem FK Nascha Kampanija Astana zum Ekibastusez-NK FK Nascha Kampanija Astana fusionieren.
Am Saisonende 2007 wurde dem FK Ekibastusez als Strafe aufgrund einer Spielmanipulation der Zwangsabstieg in die Erste Liga erteilt. Durch diese Aktion konnte Oqschetpes Kökschetau den Abstieg vermeiden. 2008 wurde der Verein aufgelöst.

## Vereinsnamen
- 1979 – Ugolschik Ekibastuz
- 1980 – FK Ekibastusez
- 1993 – Batyr Ekibastus
- 2001 – Ekibastus-NK
- 2002 – FK Ekibastusez

## Erfolge
- Meister Erste Liga (Kasachstan) (1×): 2002